# Università di scienze applicate del Vorarlberg
L'Università di scienze applicate del Vorarlberg di Dornbirn (in tedesco: Fachhochschule Vorarlberg, abbreviata FH Vorarlberg) è un'università austriaca di scienze
applicate situata nella regione del Vorarlberg. La FH Vorarlberg ha circa 1500 studenti, cinque centri di ricerca e collabora attivamente con le istituzioni locali.
L'attuale amministratore delegato è Stefan Fitz-Rankl. Il rettorato, che è responsabile delle questioni contenutistiche e organizzative, è diretto dalla Prof. Tanja Eiselen.

## Corsi di laurea
La FH Vorarlberg offre i seguenti corsi di laurea a tempo pieno e part-time:
- Amministrazione aziendale
  - Business internazionale (BA)
    - Contabilità, Controlling e Finanza (MA)
    - Gestione dei processi aziendali (MA)
    - Risorse umane e organizzazione (MA)
    - Marketing internazionale e vendite (MA)
    - Gestione internazionale e leadership (MA)
- Ingegneria e tecnologia
  - Ingegneria e gestione (BSc)
  - Ingegneria Elettrica Duale (BSc)
  - Informatica (BSc)
  - Informatik - Innovazione Digitale (BSc)
  - Meccatronica (BSc)
  - Ingegneria Meccanica (BSc)
    - Tecnologia energetica ed economia dell'energia (MSc)
    - Informatica (MSc)
    - Meccatronica (MSc)
- Design
  - InterMedia (BA)
    - InterMedia (MA)
- Lavoro sociale e salute
  - Lavoro sociale (BA)
    - Lavoro sociale (MA)

## Ricerca

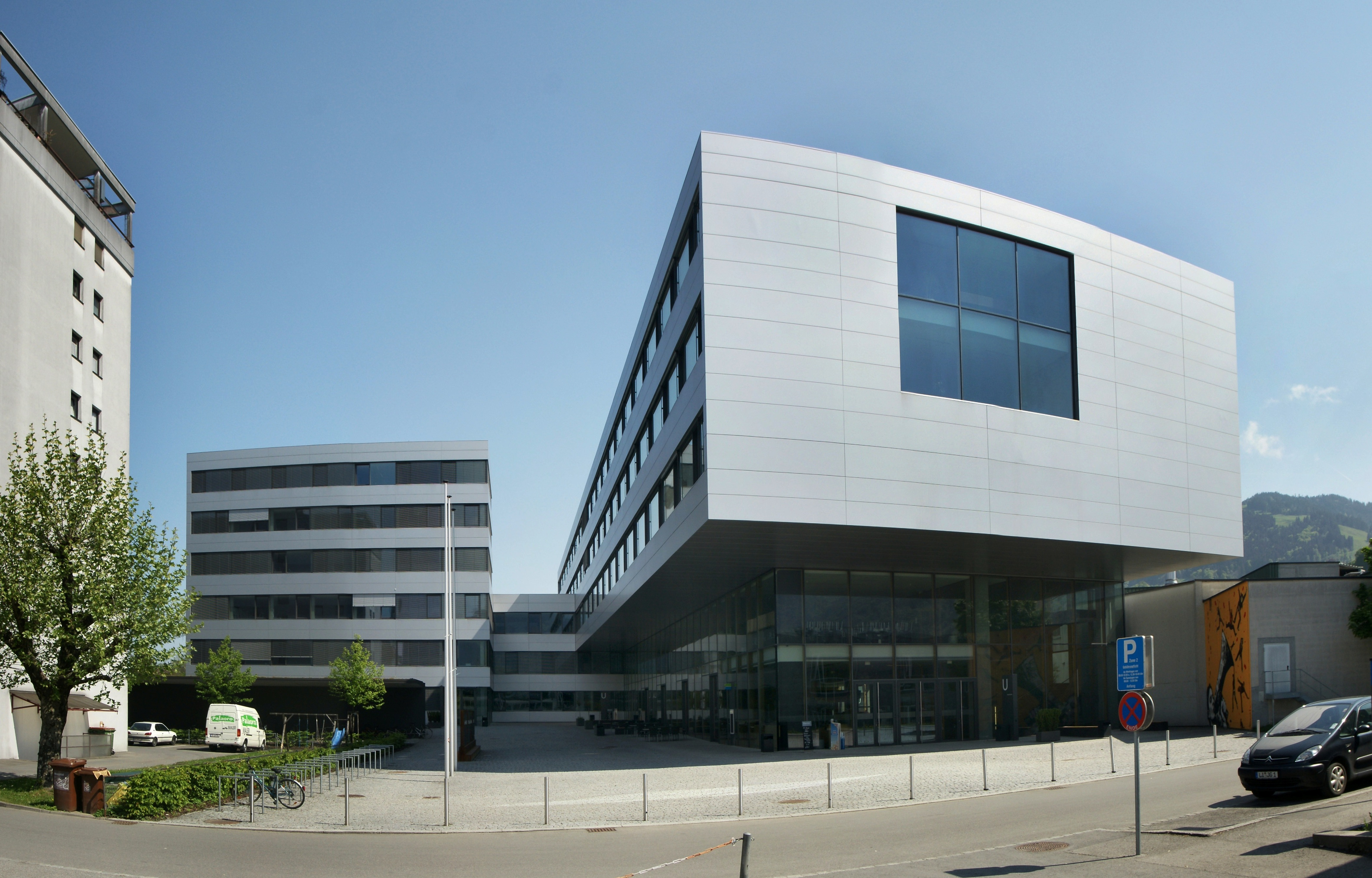
Entrata principale dell'Università di scienze applicate del Vorarlberg.

L'Università di scienze applicate del Vorarlberg ha cinque centri di ricerca:
- Digital Factory Vorarlberg
- Energy
- Microtechnology
- User-Centred Technologies
- Business Informatics

e un gruppo di ricerca:
- Empirical Social Sciences Research Group

## Premi
- 2016, 2017: Premio Erasmus+ (per l'eccellente qualità nell'organizzazione della mobilità di studenti e personale) Archiviato il 17 aprile 2021 in Internet Archive.
- 2016: Premio per la scienza del Vorarlberg (assegnato alla Dr. habil. Dana Seyringer, PhD, centro di ricerca Microtechnology)
- 2014, 2016, 2017: Premio nazionale per l'Università di scienze applicate a misura di famiglia (assegnato dal Ministero federale per la Famiglia e la Gioventù)
- 2014: Premio austriaco per l'educazione ambientale ("Ethify Yourself")
- 2014: Migliore università austriaca di scienze applicate nel campo della tecnologia.
- Premio nazionale per l'innovazione 2013 (premio speciale VERENA per Thien eDrives GmbH in collaborazione con la FH Vorarlberg)
- Österreichischer Bauherrenpreis 2000 (Premio austriaco per i costruttori immobiliari)